# Evangelicko-luterský kostel (Steinigtwolmsdorf)
Evangelicko-luterský kostel (německy Evangelisch-Lutherische Kirche) je evangelicko luterský kostel v saské obci Steinigtwolmsdorf. Novorománská sakrální stavba nahradila v letech 1860–1861 starší zchátralý kostel.

## Historie
Založení Steinigtwolsdorfu spadá do poloviny 13. století, ačkoliv první písemná zmínka pochází až z roku 1442. Podle farní kroniky stála ve vsi brzy po založení, patrně roku 1262, dřevěná kaple situovaná při cestě do Lipové (nynější ulice Forstweg). První kostel s farou a hřbitovem byl uprostřed vsi postaven roku 1363 a v roce 1372 jej doplnila věž. Patrně roku 1558 zavedl držitel místního rytířského statku a patron kostela Wolf von Haugwitz (1558–1586) reformaci. Prvním evangelickým farářem se stal Michael Borksheimer (ve službě 1559–1561). Kostel přečkal třicetiletou válku a související morovou epidemii z roku 1632, během které zemřela mimo jiné dcera místního faráře Kettnera. Již roku 1655 prošel svatostánek rozsáhlou přestavbou, během které mimo jiné získal půdorys ve tvaru latinského kříže. V následujících letech doplňovali postupně patroni kostela nové vybavení. Roku 1663 se tak kostel dočkal nového oltáře, křtitelnice, kazatelny a varhan. Již roku 1673 však obdržel znovu nové varhany. Roku 1700 došlo k rozšíření kostela, při kterém byla zvětšena boční křídla. Nové zastřešení z roku 1776 nahradilo starou sedlovou střechu a dalo věži současnou podobu. Práce vedl tesařský mistr Gottlob Schulzen z Bischofswerdy.
V polovině 19. století přestal kostel svou kapacitou stačit, farnost proto začala uvažovat o osamostatnění vsi Weifa, ke kterému však nedošlo. Svatostánek navíc potřeboval nutné opravy. Farnost začala uvažovat o stavbě nového kostela, neměla k němu však dostatek finančních prostředků. Část jich roku 1851 odčerpala i výstavba nové márnice, kterou si vyžádaly nové předpisy. V roce 1853 bylo zjištěno napadení kostela dřevomorkou, které urychlilo přípravy na výstavbu nového chrámu. Když roku 1857 vypukl velký požár vsi, zůstal kostel ušetřen. Roku 1858 zástupci Steinigtwolmsdorfu a Weify definitivně rozhodli o stavbě nového svatostánku. Poslední bohoslužba se v zchátralém kostele konala 13. května 1860 a hned následujícího dne začala jeho demolice. Než byla novostavba dokončena, docházeli věřící do kostela Nejsvětější Trojice ve Wehrsdorfu. Slavnostní položení základního kamene proběhlo 12. června. Stavební práce na kostele vedli zednický mistr Thomas z Neusalzy a místní tesařský mistr Richter. Z původního kostela zbyla pouze věž, která však potřebovala důkladnou opravu a nové zastřešení. Stavba byla hotová na podzim roku 1861 a 4. listopadu ji slavnostně vysvětil superintendent Carl Friedrich Zschucke (1805–1893). V interiéru ještě chyběly varhany a oltářní obrazy. Varhany roku 1862 dodal drážďanský varhanář Friedrich Jahn a upravil je drážďanský dvorní varhanář Schneider. Skříň vyrobil místní truhlářský mistr Richter. Na konci 19. století získal kostel nové hodiny od lipského hodináře Zacheriä a také bleskosvod. Od roku 1909 kostel vytápěla pára a v roce 1916 bylo zavedeno elektrické osvětlení.
Rekvizice obou světových válek připravily kostel v letech 1917 a 1942 o většinu zvonů a také o cínové píšťaly z varhan. Roku 1941 udeřil do věže blesk. Vzniklý požár díky včasnému zásahu hasičů nezpůsobil velké škody, voda použitá při hašení však zničila varhany. Po skončení druhé světové války renovoval místní malíř Hermann Zenker interiér kostela, farnost pořídila nové varhany a zvony. Rok 1974 přinesl výstavbu nové márnice a instalaci nových věžních hodin, ale také požár. V zadní části kostela jej založil neznámý pachatel, nezpůsobil však větší škody. Roku 1978 bylo instalováno nové elektrické vedení a vytápění.
Steinigtwolmsdorfský kostel je farním kostelem místní evangelicko luterské farnosti. Bohoslužba se koná v neděli v 9.30.

## Popis
Jednolodní orientovaný novorománský kostel stojí na půdorysu latinského kříže. V západním průčelí je umístěna věž, jako jediná pochází z předchozí stavby. Na východní stěnu navazuje pětiboký presbytář. Fasádu člení lizény a obloučkové vlysy. Hodiny na věži se čtyřmi ciferníky zhotovila lipská firma „VEB Turmuhrenbau“. Elektricky ovládané varhany z roku 1947 pochází od žitavské firmy „A. Schuster und Sohn“. 

### Zvony
Nejstarší doložené zvony pocházely ještě z předreformační doby a nesly zřetelný nápis „Maria“. Roku 1701 k nim přibyl velký zvon od drážďanského zvonaře Weinholda. Ten pukl 5. července 1774 během vyzvánění za mrtvé. Zvonař Weinhold jej nově přelil, ale 1. dubna 1816 pukl během poledního vyzvánění znovu. Tentokrát jej přelil mikulášovický zvonař Kittel a nový zvon byl 19. prosince téhož roku slavnostně zavěšen do věže. Vážil 1 153 kilogramů a zněl tónem G. Protože byla farní obec se zvonem spokojená, dala u Kittla následujícího roku odlít další dva. Zvony přešly i do nového kostela, velký zvon však roku 1869 během poledního zvonění pukl a byl téhož roku přelit zvonařem Wernerem z firmy Gruhl z Kleinwelky. Vážil 1 239 kilogramů a zněl tónem Fis. Dva větší zvony však byly rekvírovány v roce 1917 a ve zvonici tak zbyl pouze nejmenší zvon. Nové bronzové zvony pořídila farnost v letech 1920 a 1921. Dva velké zvony musely být roku 1942 odevzdány pro válečné účely a ve věži tak zůstal opět pouze nejmenší zvon. Roku 1949 obdržel kostel čtyři nové ocelové zvony od zvonaře Schillinga z Apoldy. Jejich nápisy jsou verše z barokní písně „Jesu, geh voran“, autorem textu je Nikolaus von Zinzendorf. Velký zvon je umístěný na hřbitově za kostelem.
Zvony z roku 1949
- Velký zvon: váha 2 550 kg, tón Cis, nápis Richte unsern Sinn auf das Ende hin (Veď naši mysl až do konce)
- Druhý zvon: váha 1 460 kg, tón E, nápis Solls uns hart ergehn (Máš nás přísně směřovat)
- Třetí zvon: váha 700 kg, tón Gis, nápis Ordne unsern Gang (Urovnej naši cestu)
- Malý zvon: váha 410 kg, tón H, nápis Jesus geh voran (Ježíši, jdi kupředu)

## Galerie

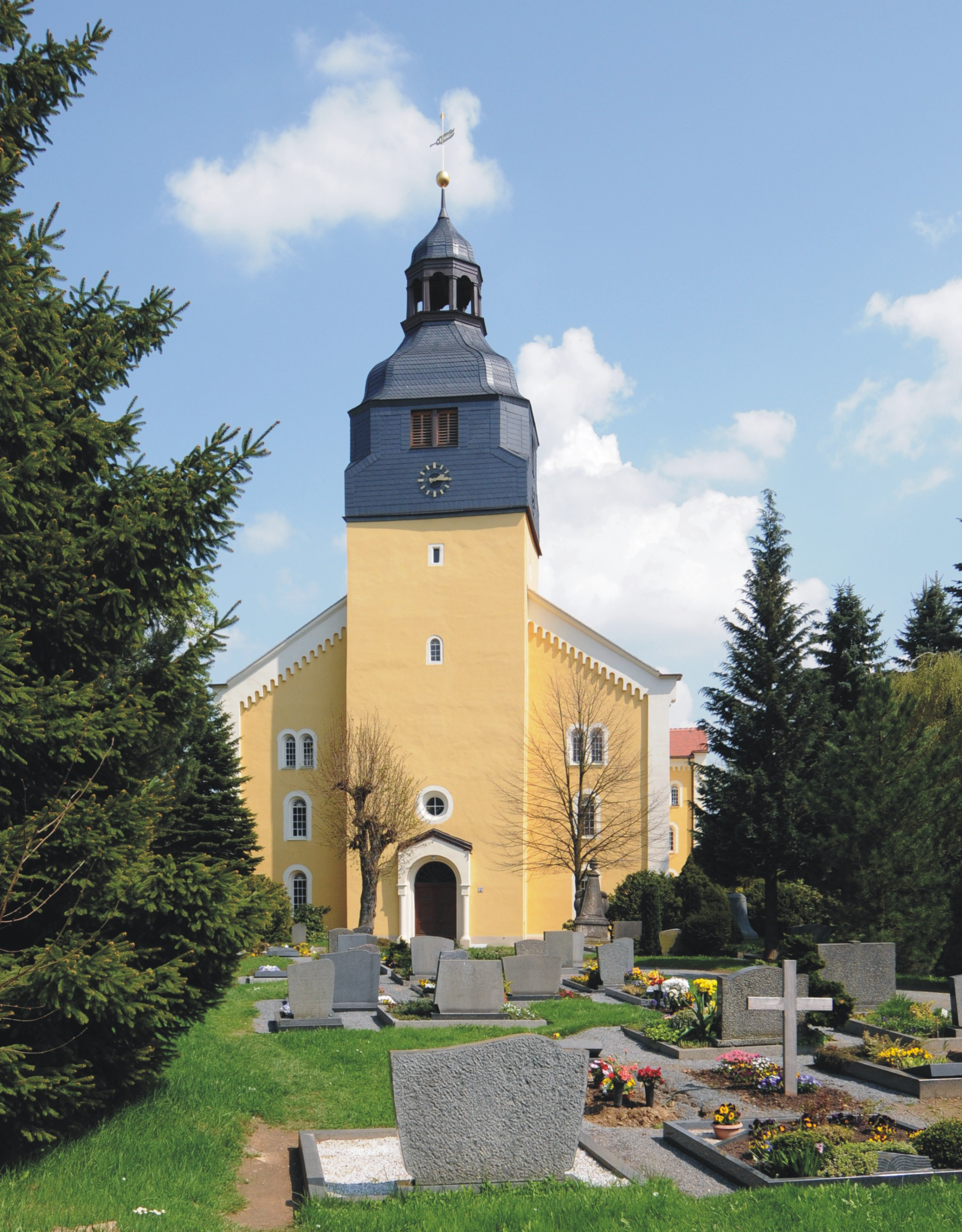
Západní průčelí s věží
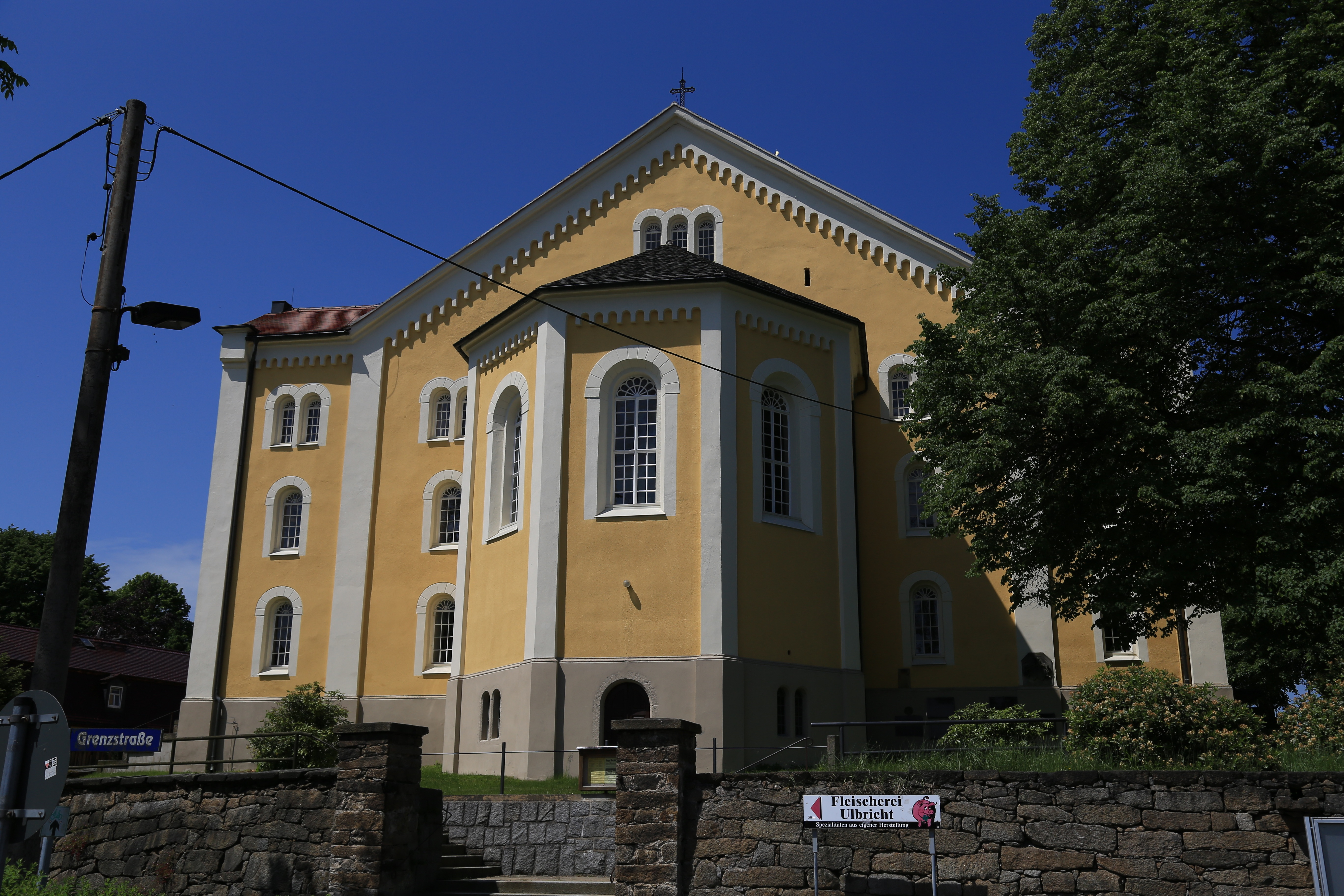
Presbytář
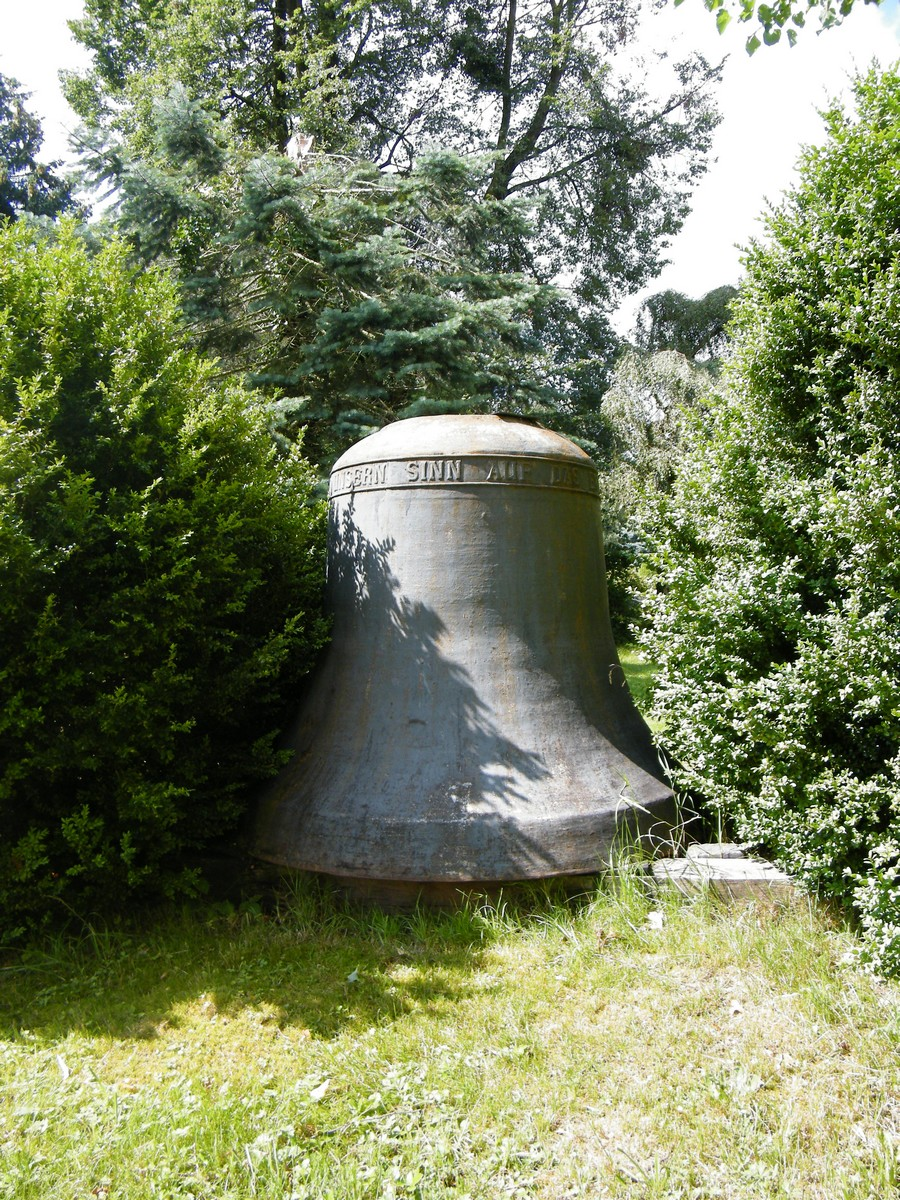
Velký zvon